# The Astaka
The Astaka es un complejo residencial compuesto por dos rascacielos situado en Johor Bahru, Malasia. La torre A, con una altura de 279,9 metros, se convirtió en el rascacielos más alto de Johor Bahru tras su finalización en 2017. También es el rascacielos residencial más alto del sudeste asiático y el edificio más alto de Malasia fuera de Kuala Lumpur . La Torre B es el segundo rascacielos más alto de Johor Bahru, con 255,6 metros.
El desarrollo está ubicado en la Zona A de Iskandar Malaysa. Alberga 438 apartamentos, incluidos áticos dúplex. Los áticos de ambas torres pertenecen al Sultán de Johor.